# Росица Баталова
Росица Георгиева Баталова е българска диригентка и музикална общественичка.

## Биография
Родена е през 1930 г. в семейството на Георги и Ничка Баталови, които са сред съоснователите и солистите на Старозагорската опера. През 1941 г. семейството се мести в София, където Баталова учи във Втора девическа гимназия. Паралелно с това учи като извънредна ученичка по пиано при известните пианистки и клавирни педагожки проф. Жени Ковачева и проф. Мара Петкова. През 1945 г. получава възможност да дирижира ученическия хор и получава насоки за работата си от все още младите диригенти Илия Темков и Добрин Петков.
През 1954 г. Росица Баталова завършва Държавната музикална академия – специалност Композиция, където нейни преподаватели са проф. Марин Големинов и Асен Димитров, и специалност Дирижиране при проф. Влади Симеонов. През 1964 г. специализира в Италия при световноизвестния диригент и педагог Франко Ферара.
Между 1955 и 1957 г. Баталова е асистент-диригент в симфоничния оркестър в Двореца на пионерите под ръководството на проф. Симеонов, след което в продължение на много години е диригент в Държавен музикален театър „Стефан Македонски“. Първата ѝ по-голяма изява на сцената на Музикалния театър е в последната оперета на Исаак Дунаевски, „Бялата акация“. 
През 1968 г. Баталова основава и ръководи Дамски камерен оркестър „София“. През 1969 г. е удостоена със званието „заслужил артист“.
Под нейно диригентство на сцена са поставени множество български и чужди произведения:
Умира в София на 19 януари 2015 г.

## Репертоар
- оперети:
  - Марин Големинов – „Златната птица“,
  - Исаак Дунаевски, „Бялата акация“, „Волният вятър“,
  - Имре Калман – „Царицата на чардаша“, „Принцесата на цирка“, „Графиня Марица“,
  - Франц Лехар – „Веселата вдовица“, „Граф фон Люксембург“, „Теменужката от Монмартр“,
  - Юрий Милютин – „Целувката на Чанита“,
  - Жак Офенбах – „Хубавата Елена“, „Орфей в Ада“,
  - Франц фон Супе – „Бокачо“, „Хубавата Галатея“,
  - Парашкев Хаджиев – „Сирано дьо Бержерак“,
  - Йохан Щраус (син) – „Прилепът“, и други.
- мюзикъли:
  - Горни Крамер – „Лека нощ, Бетина“, и други
- балети:
  - „Щраусиана“ по музика на Йохан Щраус (син).